# Europa Universalis IV
Europa Universalis IV es un videojuego de estrategia 4X desarrollado por Paradox Development Studio y publicado por Paradox Interactive. Fue anunciado en agosto de 2012 y se puso a la venta el 13 de agosto de 2013.
El juego mantiene el mismo estilo de juego que las entregas anteriores, y la campaña principal comienza el 11 de noviembre de 1444 un día después del fin de la Batalla de Varna y finaliza el 2 de enero de 1821.

## Características
El juego está ambientado principalmente en la era de los descubrimientos y la colonización del Nuevo Mundo. Comienza en el contexto histórico del final de la guerra de los Cien Años y la caída del Imperio Bizantino y continúa a través de las revoluciones de las trece colonias y francesa, y concluye tras las Guerras Napoleónicas. Sin embargo, durante el desarrollo del juego, las decisiones del jugador alterarán radicalmente el curso de la historia, por lo que hacia el final del juego gran parte del mundo diferirá, en gran medida, de la realidad. Cientos de naciones de este periodo están disponibles, desde las superpotencias como España, Francia, Inglaterra o el Imperio Otomano hasta las potencias regionales como Persia y Baviera y otros grupos como los nativos americanos y las civilizaciones orientales y africanas.
El mapa de juego comprende el mundo entero (exceptuando las regiones polares), y los jugadores son libres para explorar y expandirse por prácticamente todo el territorio explorado históricamente durante los años en los que se desarrolla el juego. Hay distintos escenarios históricos entre los cuales el jugador puede elegir comenzar la partida, como el descubrimiento de América en 1492, la guerra de los Treinta Años o la guerra de sucesión española entre otros.

## Expansiones y contenido descargable

### Conquest of Paradise
El 4 de noviembre de 2013, Paradox anunció la expansión Conquest of Paradise prevista para enero de 2014. Una expansión de contenidos que dará la oportunidad al jugador de explorar el Nuevo Mundo, a la par que nos permitirá encarnar a alguna de las naciones nativas de América, con sus propias mecánicas de juego federales, ideas nacionales, construcciones y eventos. 
Del mismo modo, desde Europa podremos enviar nuestros barcos para colonizar estas nuevas tierras, que podremos convertir en colonias de nuestra nación, a riesgo de sufrir también guerras y revueltas. 
Por otro lado, desde Paradox Interactive aseguran que esta expansión otorgará una mayor importancia a la exploración del territorio, con el fin de transmitir el mismo espíritu aventurero que acompañó a los colonos que llegaron al Nuevo Mundo. Además, conviene tener en cuenta que las naciones nativas de América desarrollarán su vida de forma realista, pudiendo invadir otros territorios si así lo creen oportuno, aliarse con otras naciones, etc. 

### Wealth of Nations
La segunda expansión para Europa Universalis IV, añade mejoras significativas al comercio y a las repúblicas mercantes, además de un parche grande que hace correcciones al balance del juego.

### Res Publica
Res Publica es la tercera expansión del juego. Añade nuevas mejoras al gobierno y al comercio, además de mejorar por completo algunos eventos. Fue lanzada el 16 de julio de 2014.

### Art of War
Art of War es la cuarta expansión de Europa Universalis IV. Trae nuevas mejoras en el apartado de las flotas, habilita la jugabilidad de las revoluciones y cambia las formas de gobierno de otros países, como la religión católica (está la posibilidad de usar la influencia papal para conseguir prestigio, estabilidad, etc.). Una profunda reforma en el continente americano también es posible a través de las nuevas provincias añadidas, así como de las naciones. Muchos países obtendrán ideas propias. El lanzamiento de la expansión es el 30 de octubre de 2014.

### El Dorado
El Dorado es la quinta expansión de Europa Universalis IV, incluyendo mejorar en el sistema de naciones de América, así como en sus religiones. También implementa un nuevo e interesante sistema: el editor de naciones, con el cual se pueden crear desde cero nuevas naciones, modificando todas sus características, como su bandera, su territorio, su forma de gobierno o sus ideas. Fue lanzada el 26 de enero de 2015.

### Common Sense
Common Sense es la sexta expansión de Europa Universalis IV, agrega las opciones de cambiar el país a una Monarquía constitucional y una república constitucional, el protestantismo tiene poder en la Iglesia católica, los gobiernos ahora tienen rango (Ducado, Monarquía, Imperio), mejoras en el SIR y nuevas interacciones con los vasallos. Fue lanzada el 9 de julio de 2015

### The Cossacks
The cossacks es la séptima expansión de Europa Universalis IV, en esta se incluyen mejoras en la diplomacia, espionaje y cambios culturales, políticas de acción con los nativos y un nuevo sistema de arrasamiento de provincias y puntos de unión de horda (en las naciones nómadas). Ahora el tengrismo es una religión sincrética, y puede coexistir con otra.
Se implementó un nuevo sistema interno de clases sociales (burgueses, clero, nobles, dhimmis, tribus y cosacos) con los cuales se debe interactuar y controlar su lealtad e influencia. Esta se lanzó el 1 de diciembre de 2015.

### Mare Nostrum
Mare Nostrum es la octava expansión de Europa Universalis IV, añade mejoras en el comercio, la organización territorial, añade mercenarios, mejora el espionaje, añade más provincias y pone al mar como punto clave del juego. Fue lanzada el 5 de abril de 2016.

### Rights of Man
La novena expansión del juego, agrega personalidades a los gobernantes, las cuales mejoran o empeoran a todo el país, consortes para los monarcas las cuales controlan el país durante una regencia, la habilidad de dar instrucciones más detalladas a los vasallos durante las guerras, facciones en las naciones revolucionarias, el Imperio Otomano y el Reino de Prusia reciben gobiernos especiales, se añaden de mecánicas para las "grandes potencias" (los 8 países más poderosos del momento). Se lanzó el 19 de agosto de 2016

### Mandate of Heaven
La décima expansión agrega un sistema de edades, las cuales son parte de la actualización gratuita, pero que no tienen ningún efecto sin la expansión, el imperio chino pasa a ser un título y deja de ser único a las dinastías ming y qing, tributarios que reciben protección de otra nación a cambio de un pago anual, los daimios pasan a tener su lealtad en aquel de ellos que controle Tokio, el cual se vuelve Shōgun, ejércitos de estandarte para naciones de cultura manchú, nuevas mecánicas religiosas para el confucianismo y el sintoísmo. Se lanzó el 6 de abril de 2017

### Third Rome
La undécima expansión se centra en desarrollar una experiencia más profunda para Rusia y sus hermanos culturales, introduciendo nuevos medios para ostentar el poder espiritual, político y militar en el Imperio ruso.
Gestiona nuevas interacciones con los ortodoxos metropolitanos para convertir la devoción en poder político, ampliar el poder del estado con nuevos rangos gubernamentales, reclutar nuevas y poderosas unidades militares y colonizar la frontera de Siberia, mientras aspiras a sentarte en el trono del zar.

### Cradle of Civilization
La duodécima expansión incorpora un mayor nivel de profundidad y más posibilidades variadas, Con nuevas decisiones y oportunidades vinculadas al desarrollo histórico de la región a comienzos de la era moderna, añade características como nuevos gobiernos, nuevas políticas comerciales etc., se centra sobre todo en el mundo musulmán.

### Rule Britannia
La decimotercera expansión del juego ofrece un enfoque en Inglaterra/Gran Bretaña, así como la inclusión de la revolución industrial e introducción del anglicanismo al juego.

### Dharma
La decimocuarta expansión se enfoca en el subcontinente indio, incluye nuevas unidades, entre las que destacan la caballería de elefantes e infantería hindú y musulmana. También incorpora nueva música.

### Golden Century
La decimoquinta expansión favorece a la península ibérica y al norte de África, añadiendo y mejorando provincias. Favorece a España y sus eventos se enfocan en el Nuevo Mundo. Da la posibilidad de asignar un buque insignia a una flota y aparecen las repúblicas piratas.

### Emperor
La decimosexta expansión incluye varias reformas al Sacro Imperio Romano Germánico, a las revoluciones y al catolicismo. El parche 1.30 añade cambios en los mapas de Europa, la nueva institución de la industrialización, reelaboraciones de los Estados, sistemas mercenarios, etc.

### Leviathan
La decimoséptima expansión pone enfoque en nuevas interacciones de desarrollo en las provincias así como también una revisión del sistema de favores y las naciones coloniales. El parche 1.31 provee una reforma al mapa y jugabilidad de América del Norte, Sudeste Asiático y Oceanía, así como también introduce a los aborígenes australianos y mejoras en la jugabilidad de las naciones de nativos americanos.

### DLCs
Los DLCs aportan cambios menores como unidades extras o ampliaciones de la banda sonora:
- Call-to-Arms Pack presentado el 13 de agosto de 2013 incluye:
  - Winged Hussars Unit Pack DLC añadiendo unidades de caballería para Polonia, Lituania y Rusia.
  - National Monuments DLC añadiendo monumentos históricos al mapa de campaña.

- Pre-order Pack presentado el 13 de agosto de 2013 incluye:
  - The 100 Years War Unit Pack añadiendo unidades de infantería para los principales contendientes de la guerra de los Cien Años.
  - The Purple Phoenix Expansion añadiendo eventos aleatorios, nuevas misiones así como nuevas texturas para el Imperio Bizantino.

- Digital Extreme Edition Upgrade Pack presentado el 13 de agosto de 2013 incluye:
  - The Stars and Crescent Pack añadiendo eventos aleatorios para los dirigentes de la fe musulmana.
  - The Horsemen of the Crescent Unit Pack añadiendo unidades de caballería para las naciones musulmanas de Oriente Medio y Persia.
  - The Conquest of Constantinople Music Pack añadiendo tres nuevas canciones inspiradas en el sitio de Constantinopla.

- National Monuments II presentado el 24 de septiembre de 2013 añade más monumentos al mapa.
- American Dream presentado el 24 de septiembre de 2013 añadiendo eventos aleatorios así como numerosas unidades de los Estados Unidos.
- Women in History agrega eventos sobre mujeres sobresalientes en varias naciones. presentado el 8 de marzo de 2015